# Sint-Barbarakerk (Griendtsveen)
De Sint-Barbarakerk is de parochiekerk van Griendtsveen, gelegen aan Helenaveenseweg 48. De kleine neogotische eenbeukige kerk met traptoren en dakruiter stamt uit 1895 en is gemaakt van baksteen.

## Geschiedenis
Toen Griendtsveen einde 19e eeuw werd gesticht, was het een rectoraat dat onder America ressorteerde. De rector droeg de Mis aanvankelijk op in een winkellokaal waarvan zowel katholieken als protestanten gebruik maakten. In 1891 werd America een parochie. Griendtsveen werd op 03 maart 1903 een zelfstandige parochie. De maatschappij heeft kerk en pastorie laten bouwen. 
Deze kerk werd in 1895 gebouwd naar ontwerp van Jacques van Groenendael. Het is een neogotische, bakstenen zaalkerk met een lager, driezijdig afgesloten koor. Het schip van de kerk heeft een met leien bedekt zadeldak. De voorgevel wordt aan de rechterzijde door een spitse traptoren geflankeerd. Ook is er een portaal waarboven een roosvenster en een uurwerk. De klokken bevinden zich in een dakruiter.
Het interieur wordt overwelfd door een spits tongewelf. Er zijn glas-in-loodramen uit 1947 van Charles Eyck. Ook zijn er diverse gepolychromeerde heiligenbeelden en is er een doksaal.
Tussen oktober en december 1944 werd er veel verwoest en ook geplunderd. De kerk kwam er redelijk van af en kon worden hersteld.
De kerk staat sinds 2002 als rijksmonument ingeschreven in het monumentenregister.

## Foto's

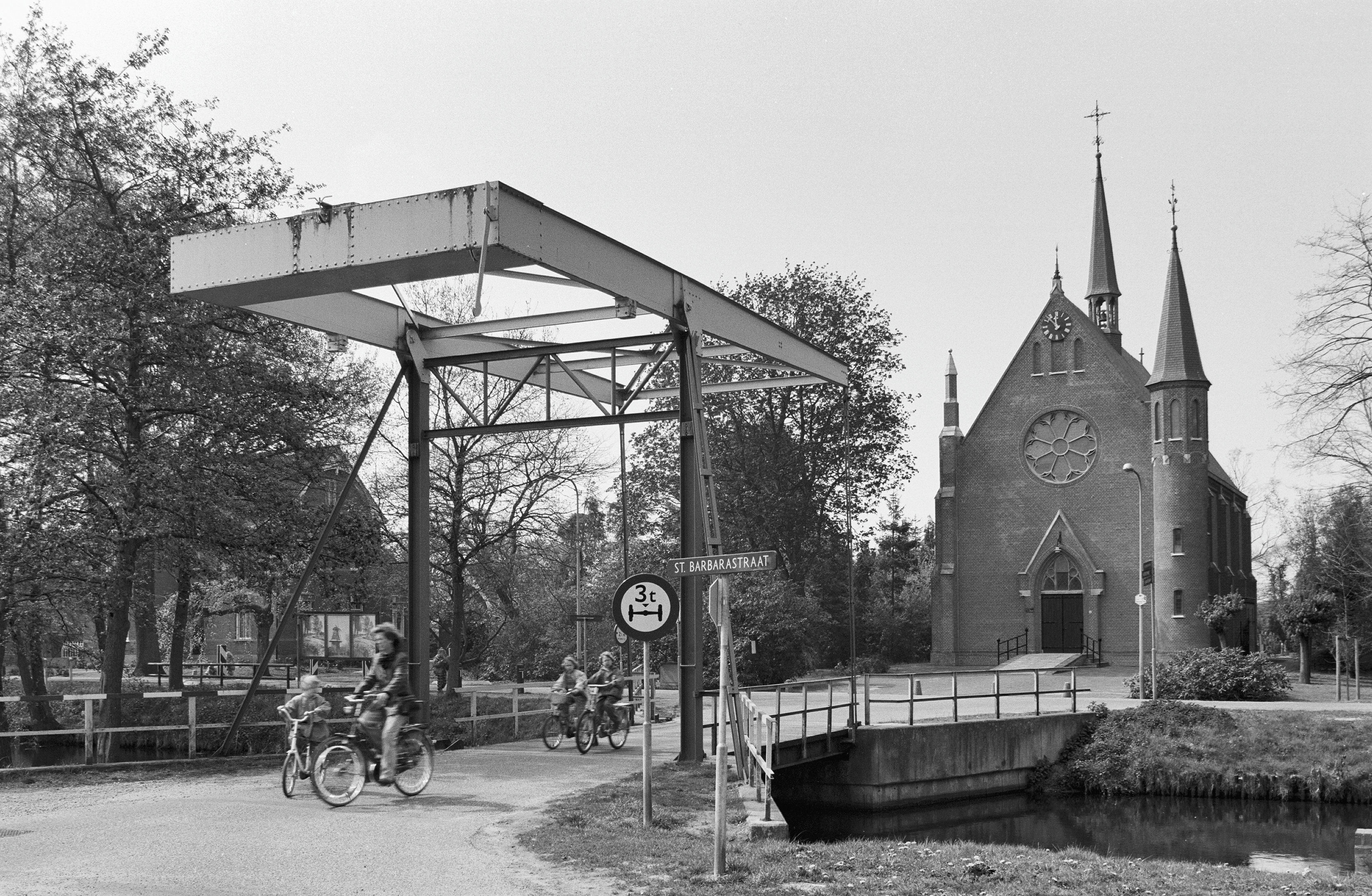
Sint-Barbarakerk en brug over de Helenavaart
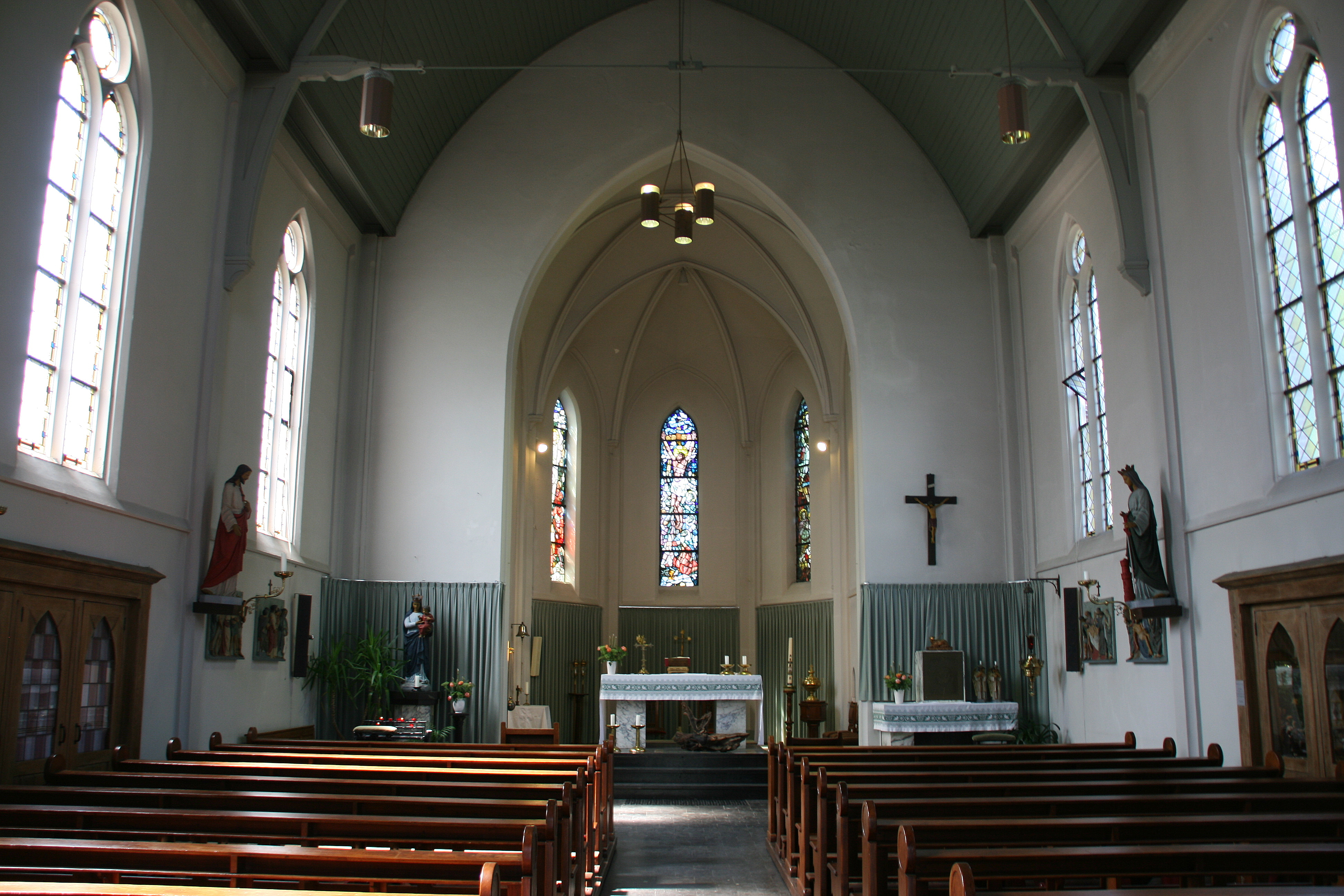
Interieur